# 宣徽院
宣徽院，於唐朝後期设置，有南、北二院，“置宣徽南北院使，以宦者任之，总领内诸司及三班内侍之籍、郊祀、朝会、宴飨、供帐之事”。宣徽院设有酒坊，专为皇宫造酒，高承《事物纪原》：“唐有酒坊使”，金银酒器以《千字文》中“天地玄黄、宇宙洪荒”的顺序编排。金明昌五年（1194年） 增設御藥房，隸屬宣徽院。洪武元年（1368年）改宣徽院為光祿寺，負責的是御膳食材的採買。清初復設内官监，管理内务府帑项出纳，顺治十七年（1660年）易名为宣徽院，康熙十六年（1677年）始稱會計司。